# Балак бен Бахрам
Нуруддевле Балак бен Бахрам (тур. Nuruddevle Belek (Balak); — ум.1124) — представитель семьи Артукогуллары, внук основателя династии, Артука-бея. Балак известен активным участием в войнах с крестоносцами. Хронисты, как мусульманские, так и христианские, характеризовали его как компетентного военачальника, хвалили за установление порядка в своих землях и терпимость к своим христианским подданным.
Балак начинал деятельность на службе у братьев своего отца, Сукмана и Иль-Гази. Он принимал участие в попытке эмира Кербоги освободить Антиохию в 1098 году и в разгроме у Мерзифона участников первой волны Арьергардного крестового похода в 1101 году. Уже в молодые годы Балак был настолько известен, что в 1113 году одна из вдов сельджукского султана Кылыч-Арслана прибыла к нему, чтобы он женился на ней и опекал её сына от Кылыч-Арслана. В 1122 году Балак взял в плен короля Иерусалима Балдуина II и его двоюродного брата Галерана, графа Эдессы Жослена I и его племянника Танкреда. По словам хронистов, Балаку принадлежало 50 крепостей, он контролировал торговые пути через горы Загрос и Тавра.
В 1123 году Балак стал правителем Алеппо, в 1124 году перед отправкой на помощь осаждённым мусульманам Тира он был случайно убит при осаде Манбриджа. Из-за смерти Балака осаждённые в Тире мусульмане не получили помощи, и он перешёл в руки крестоносцев.

## Биография

### Ранние годы

Территории Артукидов (Сукмана и Ильгази) с центром в Мардине изображены оранжевым. Зелёным изображены подконтрольные Балаку земли. (Границы приблизительные)

Балак был представителем семьи Артукидов, происходивших из огузского племени дёгеры. Отцом Балака был Бехрам, сын Артука и брат Иль-Гази и Сукмана, — известных тюркских противников крестоносцев. Данных о месте и времени рождения Балака нет. Амин Маалуф, описывая события июня 1123 года, назвал Балака сорокалетним (источников он не указал). О раннем периоде жизни Балака информации мало. После смерти в ноябре 1092 года сельджукского султана Мелик-шаха I Сукман, дядя Балака, воспользовался борьбой за власть, возникшей между сыновьями Мелик-шаха. Он занял Сарудж (город в Джазире юго-западнее Харрана, на Среднем Евфрате) и передал его Балаку. Точная дата этого события неизвестна, но произошло оно до  1096 года, поскольку к этому времени Балак упоминается уже как правитель Саруджа. Также есть предположения, что в течение какого-то времени Балак был на службе у Рыдвана б. Тутуш, правившего в Алеппо, поскольку согласно Альберту Аахенскому весной 1098 года эмир Кербога, собирая войско против крестоносцев, осадивших Антиохию, вызвал среди других эмиров Рыдвана и Балака из Саруджа (Альберт Аахенский назвал его Balas de Sororgia). К. Каэн полагал, что Балак принял участие в неудачной попытке Кербоги отвоевать захваченную крестоносцами Антиохию, хотя Ибн аль-Асир не упоминал Балака среди участников экспедиции Кербоги, а называл  дядю Балака, Сукмана, который был последним из эмиров, бежавшим из войска Кербоги.
Вскоре крестоносцы захватили Саруджу. Обстоятельства этого подробно изложены у Гийома Тирского, Альберта Аахенского и в Анонимной сирийской хронике, но отчёты хронистов расходятся в деталях. Потеряв Сарудж, Балак не оставлял попыток его вернуть. Он устроил засаду в своей крепости (Альберт Аахенский назвал её Амача, отождествить это место не удалось), собираясь заманить графа Эдессы Балдуина в город и захватить его, но смог пленить только 12 рыцарей, и заявил, что отпустит их лишь в обмен на Сарудж. Комендант Саруджа предпринял обманный манёвр у крепости Балака и смог в ответ захватить 6 людей Балака. Их обменяли на 6 из 12 рыцарей, 4 пленника Балака сбежали, ещё двоим он отрубил голову в декабре 1099 года, когда Балдуин отбыл в Иерусалим.
В борьбе за трон сыновей и братьев сельджукского султана Мелик-шаха I Иль-Гази поддерживал сына Мелик-шаха, султана Мухаммеда I. Балак упоминается среди тюркских вождей, которые в конце августа 1101 года совместно с Гази Гюмюштегином разбили у Мерзифона первую армию крестоносцев, пытавшихся освободить Боэмунда Антиохийского, попавшего к Гази Гюмюштегину в плен. В том же  1101 году Балак сопровождал Иль-Гази, которого Мухаммед I назначил правителем Багдада. В 1104 году туркменские и курдские племена, жившие в управляемой Иль-Гази провинции, восстали. Это наносило урон торговле, поскольку через их территории проходили торговые пути. Иль-Гази поручил охрану дорог Балаку. В мае того же 1104 года Балак с дядей Сукманом б. Артук принял участие в битве при Харране. В 1103/4 году Балак ненадолго захватил у «сыновей Яхши сына Исы» города Ана и Хадита. В следующем году Балак захватил замок Ханиджар (между Эрбилем и Багдадом, южнее Дакука и Киркука), получив контроль над путями через Загрос. Предположительно, ему было к этому времени не менее 20 лет. В  1105 году султан сместил Иль-Гази с поста и Артукиды вернулись в Диярбакыр — своё семейное гнездо.
Согласно Камаль ад-Дину ибн аль-Адим, в  1109/10 году султан Мухаммед отправил послания Иль-Гази, к тому моменту ставшему эмиром Мардина, эмиру Мосула Мавдуду, хакиму Мераге Ахмедилу, Бурсукоглу Ильбеги, Имадеддину Занги и эмиру Хлата Сукману аль-Кутби. Мухаммед организовывал поход на Эдессу в связи с тем, что крестоносцы заняли сирийское побережье, и звал эмиров присоединиться к его армии. В 1110 году Балак вместе с Иль-Гази приняли участие в этой экспедиции. По словам Ибн аль-Каланиси, из-за какого-то старого конфликта Иль-Гази таил враждебные чувства к Сукману аль-Кутби. После захвата добычи Сукман аль-Кутби и Иль-Гази повздорили то ли из-за Маяфирикина и Мардина, то ли из-за Харрана. По мнению К. Каэна, конфликт был неизбежен, поскольку эмиры претендовали на одни и те же территории. Сукман не смог захватить Иль-Гази, скрывшегося со своим войском, тогда он пленил Балака и в кожаном мешке отправил в крепость Айциц около Муша. У Алеппо Сукман заболел и решил вернуться в Хлат. По пути домой в сентябре-октябре 1111 (Раби аль-авваль 505) года (1112/13) в городе Балис Сукман скончался, и его тело везли в гробу. Иль-Гази напал на них, но воины Сукмана дали ему отпор. Освобожденный после смерти Сукмана Балак вернулся на службу к Иль-Гази.
В следующем году  1110/11 Иль-Гази решил не принимать участие в кампании султана лично, но, чтобы не накалять конфликт, он отправил войска под командованием своего сына Аяза. По мнению К. Хилленбранд именно во время этой кампании погиб Сукман аль-Кутби.
В 1112/13 году Балак воспользовался смертью туркменского бея Чубукоглу Мехмеда и захватил все его земли (кроме Хартперта) с центром в городе Палу на реке Мурат-су, где основал новое княжество, сделав город Палу его столицей. Камаль ад-Дин писал, что Балаку принадлежало более 50 крепостей. Контролируя торговые пути через Загрос и Тавр, Балак стал одним из могущественнейших туркменских эмиров.

### Мелитена (1115—1119)
В 1107 году погиб Кылыч-Арслан I. При его жизни сыновья по тюркской традиции управляли различными городами при помощи воспитателей (атабеков). Мелитена была отдана султаном своему сыну Тогрул-Арслану, который управлял под руководством атабека. Согласно свидетельству уроженца Мелитены Михаила Сирийца, мать Тогрул-Арслана Айше-хатун вошла в сговор с неким Иль-Арсланом, который убил атабека, после чего вышла замуж за убийцу. Однако между сообщниками возник конфликт, в результате которого мать укрыла Тогрул-Арслана у его родича Мелик-шаха. Cыновья Кылыч-Арслана «почти беспрестанно сражались между собой», что воодушевило крестоносцев. Боэмунд захватил область Джахан (правобережье Евфрата от Мелитены в направлении Мараша) и окрестности Мелитены. Мать Тогрул-Арслана искала союзника, поскольку на троне утвердился сын Кылыч-Арслана, Месуд, который уже ослепил одного из своих братьев. По словам Михаила Сирийца, в 1113 году она отправилась к Балаку, который уже стал известен, и предложила ему стать её мужем. Достигнув желаемого, она вернулась в Мелитену, сместила Иль-Арслана и сделала атабеком Балака. Около 1115 года Балак захватил Ханзит с его центром, цитаделью Хартперт, ставшим его главной резиденцией. В 1119 году Тогрул-Арслан, находившийся под защитой Балака, захватил провинцию Джахан у армянских вассалов графа Эдессы. В ответ крестоносцы разорили район Мелитены.

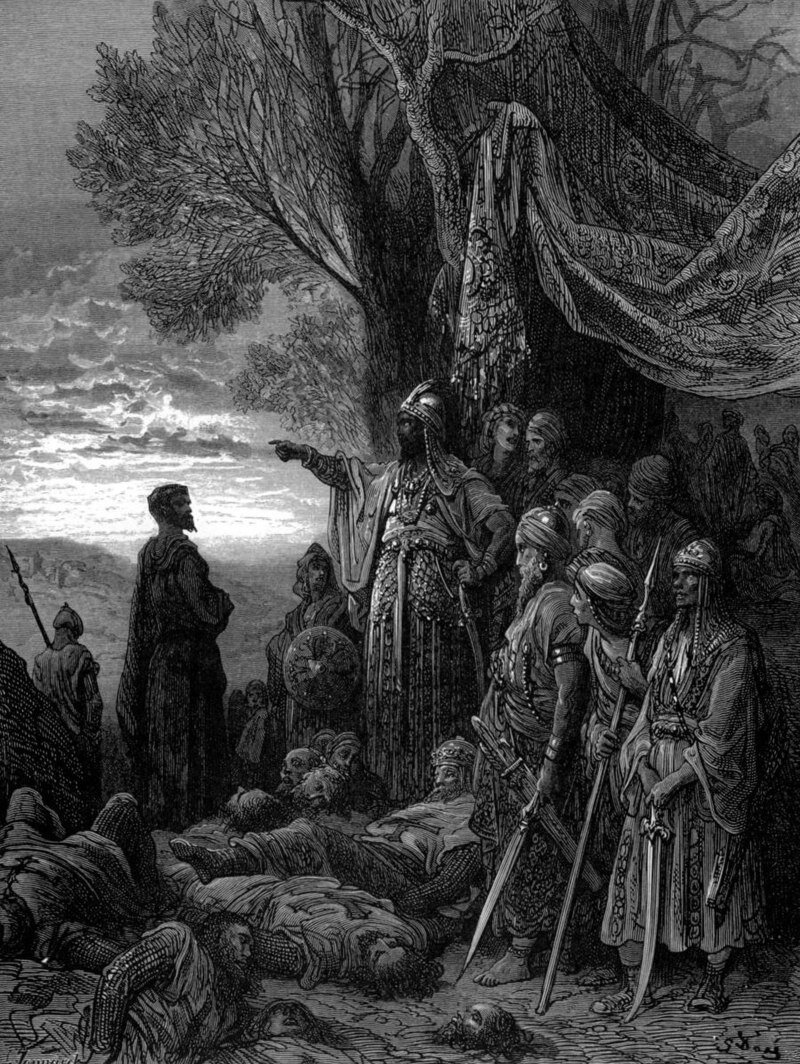
После битвы Иль-Гази дарует жизнь одному из крестоносцев, чтобы он предостерег других. Гюстав Доре

### Победа над ибн Менгюджеком и Гавром (1118)
В 1118 году Балак и его двоюродный брат, Дауд из Хасн-Кейфы, вместе с Иль-Гази участвовали в успешной кампании против нового эмира Мосула. «Пятнадцатого числа месяца адар» 1118 года эмир Исхак Менгюджекид, правивший в области Камаха, и заключивший союз с графом Эдессы, разорил окрестности Мелитены. В ответ Балак и Тогрул-Арслан вступили в союз с Меликом Гази. Вместе они напали на Камаху. Эмир Менгюджек бежал в Трапезунд и искал помощи у его дуки, Константина Гавра . Балак и Данишмендид разбили Исхака и Гавра в 1118. По словам Ибн аль-Каланиси, сражение произошло «у крепости Сирман на земле Эрзинджан». Погибло около пяти тысяч греков, Гавр и Исхак Менгюджекоглу попали в плен, а Балак захватил территории Менгюджекидов вплоть до Чемишгезека. Гавр был отпущен за тридцать тысяч динаров, а Исхака Менгюджекоглу Мелик Гази отпустил без выкупа, потому что тот был его зятем. Из-за этого между Балаком и Меликом Гази началась вражда. Балак не упоминается среди эмиров, участвовавших с Иль-Гази в 1119 году в походе к Эдессе и битве на кровавом поле, но в 1120 году они опять напали на Сирию вместе.
Имя Балака не называется и среди участников неудачного похода Иль-Гази в Грузию в 1121 году, хотя, скорее всего, часть своих войск Балак отправил вместе с Иль-Гази. Осенью, вскоре после поражения Иль-Гази в августе в Грузии, его сын Сулейман, оставленный временно управлять в Алеппо, выступил против отца. Подавить восстание Иль-Гази послал Балака.

### Пленение Жослена (сентябрь 1122 года)

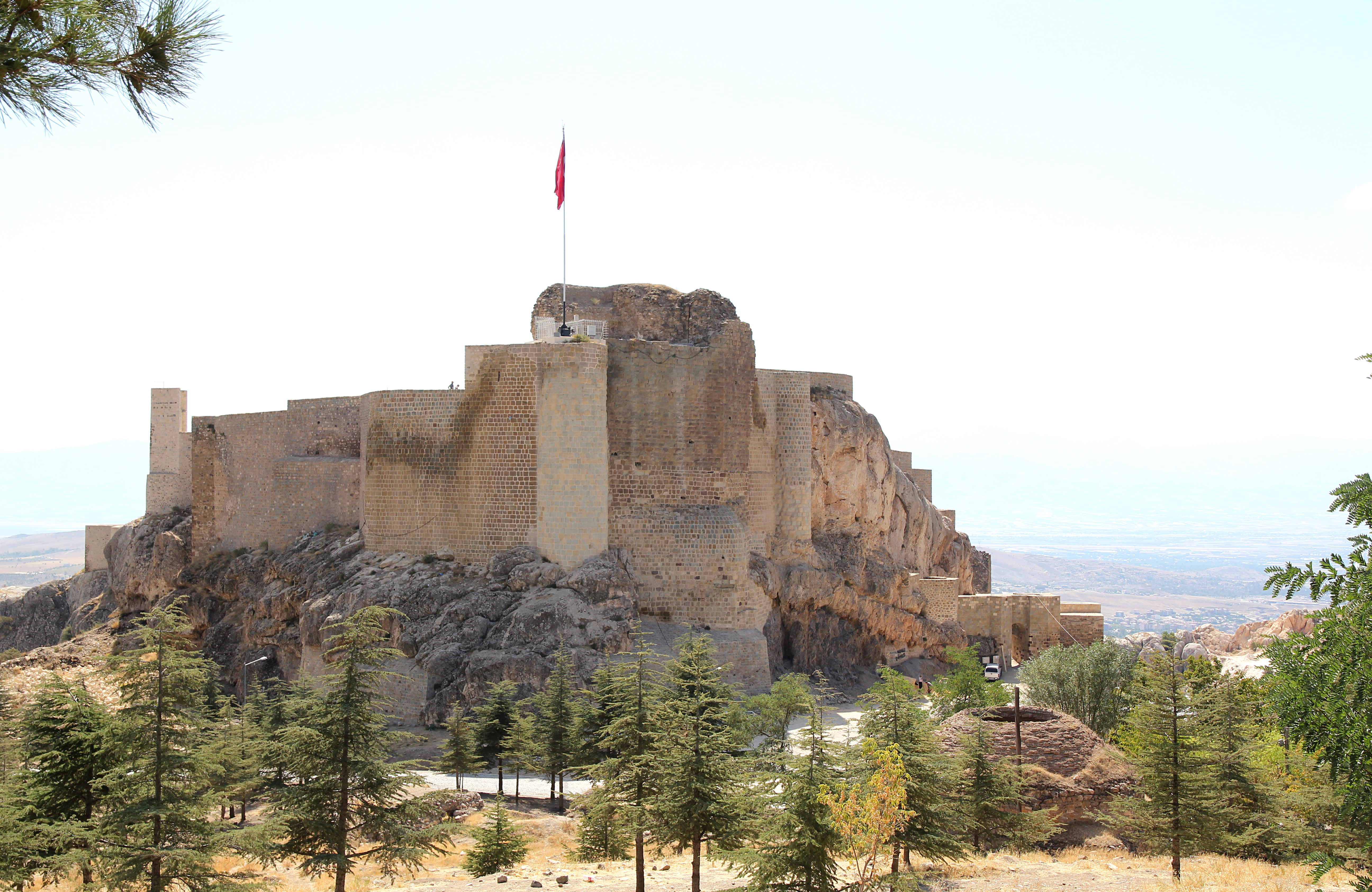
Хартперт

Летом 1122 года Иль-Гази вызвал Балака в новый рейд.  25 июня 1122 года они перешли Евфрат и осадили Зардану. Балак быстро установил несколько мангонелей. После нескольких недель ожидания и ряда стычек обе стороны разошлись. Неизвестно, почему Балак покинул лагерь Иль-Гази, но в начале сентября  1122 года Балак подошёл к Эдессе и осадил город. Несколько дней спустя Балак закончил осаду, и его люди начали грабить район, зная, что Жослена нет в графстве. В это время ему донесли, что Жослен движется к городу, собрав все силы, намереваясь неожиданно напасть. Силы Балака были рассредоточены, в его распоряжении было только четыреста всадников. Вскоре появился Жослен. Однако обстановка была в пользу мусульман, поскольку земля была мокрой, лошади крестоносцев увязли в грязи, и воины Балака перебили беспомощных врагов вблизи Саруджа. Сам Жослен был взят в плен. По словам Ибн аль-Асира, графа Эдессы зашили в шкуру верблюда. Балак потребовал от Жослена отказаться от Эдессы, но тот предложил лишь денежный выкуп, а в придачу свободу для пленных мусульман. Это не устроило Балака, и он заключил Жослена в крепость Хартперт. Вместе с Жосленом был взят в плен его двоюродный брат Галеран (сын тети со стороны матери). Так же были взяты в плен 60 всадников. У Лайлуна Балак взял в плен Танкреда, сына сестры Жослена, но отпустил его за выкуп в тысячу динаров.

### Гергер (апрель 1123 года)
На владения Балака постоянно нападали христиане из Гергера, находившиеся в союзе с Жосленом. Балак обратился к правителю Гергера, Михаилу и предложил тысячу вьюков пшеницы и три деревни, чтобы тот предпринял меры и остановил своих людей. Однако это не решило проблему. Почти сразу после передачи в Гергер пшеницы, люди Михаила напали на людей Балака, которые расслабились и перестали опасаться, рассчитывая на договор между Балаком и Михаилом. Балак был разгневан и организовал рейд на Гергер. Жители полагали, что снег и горы являются надёжной защитой. Но Балак перешёл Евфрат по льду, а в заснеженных горах гнал перед собой табун лошадей, чтобы те протоптали путь в снегу. Так он со своими людьми добрался до расположенного высоко на горе Каплы-Даг (севернее Немрут Дага) монастыря Бар-Саума, откуда он ночью перешёл через гору Гергер и быстро и неожиданно напал на крепость. Михаил Сириец писал, что область «была захвачена Балаком в понедельник первого числа месяца хдай 1121 года». Однако К. Каэн датировал начало кампании против Гергера  1122 годом.
Балак разорил и разграбил всю область, которая «превратилась в пустыню». По словам Михаила Сирийца, «Балак проявил милосердие и не дал погибнуть ни одному жителю, и никто не был обращён в рабство». Уничтожив деревни, Балак вернул людям их имущество и поселил их в своих владениях, при этом запретив возвращаться в Гергер под угрозой рабства. Через несколько месяцев Балак совершил повторный рейд в Гергер и, действительно, обратил в рабство всех вернувшихся, он сжёг и деревни, и посевы, и виноградники. Рассказ Бар-Эбрея повторяет слова Михаила Сирийца. Это произошло, согласно К. Каэну, в апреле 1123 года.

### Пленение Балдуина (апрель 1123 года)
После захвата Балаком Гергера Балдуин опасался, что Балак получит контроль над всем регионом, и пошел с войском на помощь христианам Гергера. Камаль ад-Дин писал, что поход начался «в среду  18 апреля 1123  года». При приближении Балдуина Балак подошел к нему навстречу, их армии встретились «в месяце сафар» (апрель)  возле деревушки Куюлу (Туруш) и римского моста через приток Евфрата Гёксу. Балак победил франков, взял в плен Балдуина и заключил его вместе с Жосленом и другими предводителями франков в темницу в замке Хартперт. Теперь уже три из четырёх государств крестоносцев оказались без правителя. Фатимиды воспользовались тем, что Балдуин находился в плену и напали на Иерусалимское королевство. Но венецианские армия и флот одержали победу. Затем крестоносцы осадили Тир.

### Смерть Иль-Гази (8 ноября 1122 года), Алеппо (27 июня 1123 года)

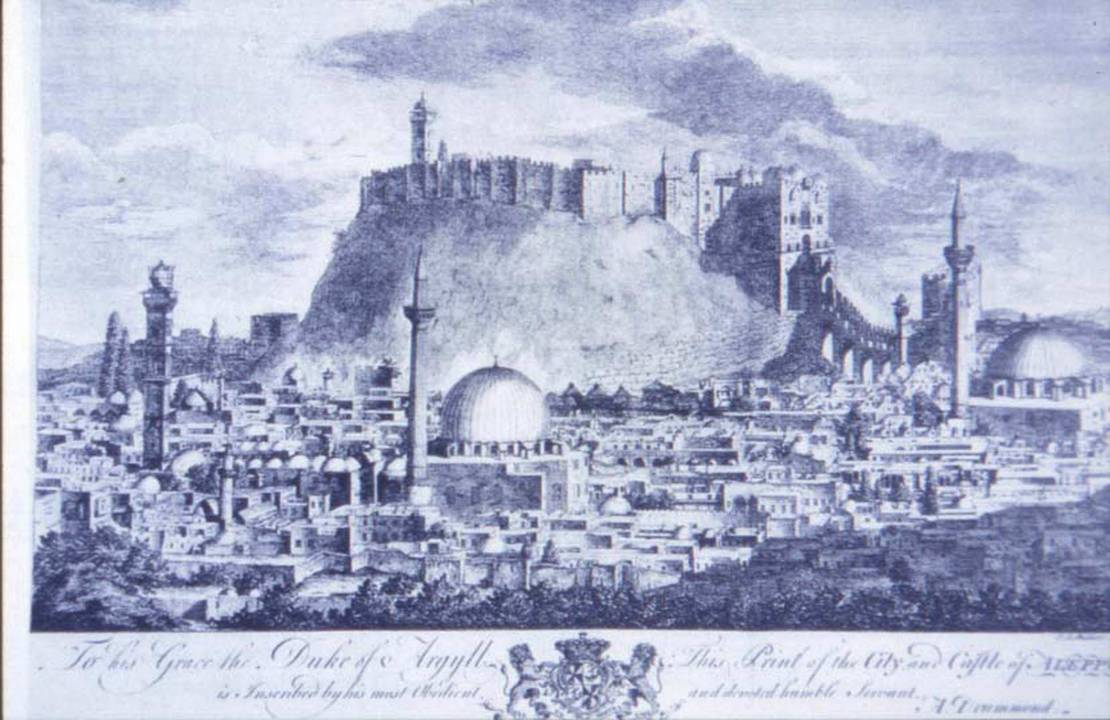
Цитадель Алеппо

После пленения Жослена Балак вернулся «в свою область», а его дядя Иль-Гази находился в Алеппо. По словам Камаль ад-Дина, у Иль-Гази «вздулся его живот, и стало ему плохо, его болезнь усилилась». Когда ему стало легче, он отправился в Мардин, а затем в Майяфарикин, вблизи которого умер  8 ноября 1122 . По словам Матвея Эдесского, своим наследником Иль-Гази сделал Балака. Сын Иль-Гази, Тимурташ, стал править в Мардине. Другой сын Иль-Гази, Сулейман, вместе с матерью попал в Майяфарикин и стал им править. Алеппо стал управлять племянник Иль-Гази, Сулейман, сын Абд аль-Джаббара. Он был не в силах противостоять разграблению страны. Согласно Ибн аль-Асиру и Ибн аль-Каланиси, крестоносцы длительное время совершали набеги на окрестности Алеппо, разоряя их, в апреле 1123 года они захватили крепость Атареб. Часть жителей Алеппо была недовольна правлением Сулеймана, считая его медлительным и нерешительным. Они возлагали надежды на Балака, который был возмущён слабостью Сулеймана, практически уступившего Атариб крестоносам. Балак осадил Алеппо, намереваясь прогнать кузена. В Найрабе и Джибрине он приказал сжечь зерно и забрать скот. Поскольку крестьяне не желали расставаться с урожаем, Балак преследовал их, выкурил из пещер, где они пытались скрыться, и обратил в рабство. Сожжённый им урожай стал причиной голода и дороговизны в городе. Но не все жители Алеппо были недовольны Сулейманом, часть населения поддерживала его, потому что он построил в Алеппо первое медресе. Поняв, что у Сулеймана есть в городе поддержка, и что он может долго продержаться в осаде, Балак прибег к хитрости. Замаскированный под торговца овцами, он вошел в Алеппо, осмотрел его оборону и обманом устроил, чтобы для его войск были открыты ворота. Утром во вторник  26/27 июня 1123 года город капитулировал, а через три дня, в пятницу  30 июня 1123 года защитники сдали цитадель. После того, как Балак утвердился в Алеппо, он начал нападать на территории крестоносцев к востоку от Оронта и захватывать франкские владения. Захватив Аль-Бару, он построил в ней крепость. Пленённый в Аль-Баре епископ сбежал в Кафартаб. Преследуя беглеца, Балак стремился захватить Кафартаб. Примерно в это же время, в мае-июне 1123 года, Балак захватил Харран.
 11 февраля 1124 года Балак, как и Иль-Гази, женился на дочери сельджукского правителя Алеппо Рыдвана сына Тутуша сына Алп-Арслана.

### Побег (1123)
Крепость Хартперт находилась в глубине территории, контролируемой мусульманами, полноценный рейд христианского войска к ней был невозможен. Заключённым удалось через армян, находившихся в крепости, связаться с сочувствовавшими им армянами. В августе 1123 года, когда Балак был в Алеппо, небольшой отряд из 50 человек проник в Хартперт. Почти все они были армянами из Бесни. Ибн аль-Асир и Фульхерий Шартрский сообщали, что им удалось пробраться в Хартперт обманом. Они воспользовались тем, что комендант крепости был уполномочен Балаком вершить суд в окрестностях и проникли в крепость под видом людей, желающих пожаловаться на несправедливость. Их пропустили за ворота, где с помощью находившихся в крепости армян они избавились от стражников, освободили заключенных и даже захватили гарем Балака. Бежать всем и пробираться через территории мусульман было опасно, так как переправы через Евфрат охранялись, но оставаться в Хартперте и обороняться тоже представлялось плохой идеей. О захвате Хартперта быстро стало известно в окрестных крепостях не только Балака, но и его родственников, и гарнизоны этих крепостей направились к Хартперту. Войска Артукогулларов быстро окружали крепость, Балак тоже должен был узнать о постигшем его несчастье и прибыть для осады. Пленники решили, что сбежать должен один из них — Жослен, — чтобы привести подкрепление. Оставшиеся намеревались запереться в крепости и обороняться до прибытия помощи. Во вторник  7 августа 1123 года Балак узнал о случившемся, быстро явился к крепости и осадил её. Путь, обычно занимавший 18 дней и включавший сложные переправы через реки, Балак преодолел за 10 дней, ещё 10 дней заняла осада. Хронисты описывали её по-разному: Фульхерий Шартрский и Гийом Тирский писали о подкопе, а Михиал Сириец и Бар Эбрей о баллистах, Матвей Эдесский упоминал и подкоп, и «военные машины». В результате осады Балдуин капитулировал, понимая, что сопротивление бесполезно, получив от Балака обещание сохранить жизнь всем заключённым. Балак был в ярости из-за оскорбления его гарема и предательства служивших ему армян и не сдержал обещание. В сентябре все заключенные франки (кроме Балдуина, одного из его племянников и Галерана) и способствовавшие побегу Жослена армяне были сброшены со стен. Жестокую расправу Балака с пленниками отмечали все хронисты (даже те, которые в иных ситуациях восхваляли гуманность Балака) называвшие не только 65-70 казнённых мужчин, но и 80 женщин, бывших, по мнению Юваля Харари, дамами из гарема Балака. Балдуина, его племянника и Галерана перевезли в Харран. Жослен добрался до Иерусалима и собрал войско, однако к тому моменту пришли вести, что Хартперт опять в руках Балака.
Поскольку Балак находился в Анатолии, Жослен разорял окрестности Алеппо, не гнушаясь осквернять захоронения. В феврале 1124 года Балак прибыл в Алеппо и вместе с Ак-Сункуром аль-Бурсуки из Мосула и атабеком Дамаска Тугтегином осадил Азаз, но после того, как они были отбиты крестоносцами, туркменские эмиры разделились.

### Манбидж
В начале 1124 года жители осаждённого крестоносцами Тира обратились к Балаку, призвав его на помощь. Балак вступив в союз с двоюродным братом Тимурташем, атабеком Мосула Ак-Сункуром и  Тугтегином. Для наведения порядка в Алеппо он сослал вождя шиитов города кади Ибн аль Хашшаба. Кроме того, перед отбытием к Тиру Балак должен был взять под контроль Манбидж, поскольку его правитель объявил себя вассалом Жослена.
Балак поставил во главе своей армии Тимурташа и велел ему вызвать в армию своего вассала, правителя Манбиджа Хасана ибн Гумуштекин, но Хасан увиливал и Тимурташ пленил его. Согласно рассказу Михаила Сирийца, в месяце сафаре 518 года Балак дал Тимурташу задание вызвать Хасана в армию лишь для видимости, чтобы выманить его из крепости и арестовать. Причиной было некое сообщение о Хасане, полученное Балаком и рассердившее последнего. Захватив Хасана, Тимурташ занял Манбридж. По сообщению Камаль ад-Дина, Хасана провели обнажённым через терновник, а затем заключили в крепость Палу. Гарнизон крепости Манбриджа, в которой находился Иса, брат Хасана, оказал сопротивление и не сдался, и Тимурташ осадил её. Иса обратился за помощью к Жослену, предложив отдать взамен ему город.

### Смерть
Балак осаждал цитадель две недели. 5 мая к Манбиджу подошёл Жослен с армией крестоносцев из 10 000 человек. Сражение закончилась, по мнению К. Каэна и Алптекина, победой Балака. После этой победы Балак вернулся в Манбидж и провел всю ночь с молитвой. Жослен отступил в Тель Башир. На следующий день Балак казнил всех франкских заключенных в своем лагере и продолжил осаду.
В источниках есть две основные версии смерти Балака: он был убит стрелой, выпущенной из крепости, и он был убит (или смертельно ранен) в бою у стен крепости. Стрела попала либо в левое плечо, либо в ягодицы. Версия смерти на месте была изложена современником Балака, Матвеем Эдесским (?— 1144), добавившим, что в этот момент Балак был без доспехов. Далее хронисты либо повторяли версию Матвея, либо добавляли детали. Например, писали, что стрела поразила Балака в том момент, когда он выбирал, где установить баллисты. В основном хронисты либо не указывали того, кто пустил стрелу, либо прямо писали, что стрелок остался неизвестен. Лишь Камаль ад-Дин, писавший через сто с лишним лет, сообщил, что по слухам стрела была пущена Исой. Версия ранения изложена у трёх христианских хронистов, двое из которых были современниками Балака, а один из них служил у Балдуина. Фульхерий Шартрский писал, что Балаку приснился вещий сон о несчастье, он отправился к крепости и в бою с Жослен его сразил, тело Балака было найдено, голову отрубили и привезли к стенам осаждённого Тира. В несколько изменённом виде версия была повторена Гийомом Тирским. Историки придерживаются первой версии. С. Тезджан предполагал, что франки выбрали крупного убитого сельджукского воина (не Балака) и его голову отправили для показа осаждённым в Тире мусульманам как «доказательство» смерти Балака.

### Захоронение
Балак похоронен в Алеппо. По мнению К. Хилленбранд, его надгробие важно в изучении «концепции джихада в Сирии в ранний период Крестовых походов». В надписи на надгробии Балак изображён воином джихада и шахидом.

## Семья
Хронисты упоминают следующих жен Балака:
- Жена — упомянута вместе с детьми Альбертом Аахенским и Гийомом Тирским в связи с событиями 1098 года[134].
- Айше-хатун[4] — мать Тогрул-Арслана, сына Кылыч-Арслана, брак заключён в 1113 году[35]. Возможно, дочь Чаки [135].
- Фархандах-хатун[108] — дочь сельджукского правителя Алеппо Рыдвана[англ.] сына Тутуша сына Алп-Арслана, брак заключён  11 февраля 1124 [136].
- Фатима — «дочь царя Мидийцев» Халиса[91].
- Жена — дочь или племянница эмира Джабера[137].

Известно, что единственной наследницей Балака была его дочь, мать которой неизвестна. После смерти Балака она была выдана замуж за его троюродного брата, Дауда ибн Сукман.

## Личность
Гийом Тирский назвал Балака «великим и могущественным турецким принцем» и «могущественным турецким сатрапом», Михаил Сириец писал, что «Балак был весьма известным среди тюрок, поэтому племена собрались к нему», «он отличился во многих сражениях», по словам хрониста, вдова Кылыч-Арслана говорила: «Я слышала от султана, что среди тюркских эмиров этих областей нет мужа, равного Балаку по силе и уму». Матвей Эдесский называл его смелым и компетентным в военных делах.
Историки высоко оценивали личность Балака. По словам Клода Каэна, Балак был всё ещё «в основном туркменским вождем», но при этом был «поразительной личностью» и завоевал военную славу, пленив графа Жослена и Балдуина II , Амин Маалуф считал, что Балак был «необычайным человеком, чьё имя было у всех на устах», и «героем, которым восхищались во всём арабском мире и подвиги которого прославлялись в мечетях и на площадях», был «окружён ореолом славы, ввиду своих подвигов».
А. Маалуф писал о его умеренности и решительности, К. Хилленбранд отмечала его исключительную энергию. Помимо его качеств как военного, о нём мало что можно сказать. Однако К. Каэн отмечал, что Балак стремился уменьшить последствия военных разорений земель. Матвей Эдесский писал, что смерть Балака, хотя и «вызвала всеобщую радость среди франков; но в странах, которые принадлежали ему, это был общий траур и глубокая печаль, поскольку он всегда проявлял благосклонность к армянам, которые находились под его властью». Балак заботился о поддержании порядка на своих землях. Согласно Камал аль-Дину, после того, как Балак стал править в Алеппо, городские ворота перестали закрывать, потому что он устранил грабителей на дорогах. Согласно Анонимной сирийской хронике, «земля была освобождена от воров и разбойников, которые наполняли её и грабили бедных; наступил мир на земле. Говорили, что Балак закалывал туркмена за то, что он брал немного мяса у простого человека, он не позволял задевать христиан даже словом».
По мнению К. Хилленбранд Балак в последние годы жизни был «наиболее грозным и внушающим страх противником крестоносцев». Если бы Балак остался в живых, то вдохновил бы мусульман на противодействие крестоносцам. Когда в Тире узнали о смерти Балака, защитники города «утратили мужество» и начали переговоры о капитуляции.

## Комментарии
1. ↑   
  - Согласно Гийому Тирскому, Балак терроризировал Эдессу своими нападениями, поэтому Балдуин осадил Балака в его городе, Сарудже. Поскольку жители испугались осадных машин, Балак был вынужден сдать город в обмен на гарантии личной безопасности[9].
  - Согласно Альберту Аахенскому в городе был бунт и Балак просил Балдуина о помощи для его подавления. Итогом событий стал переход города в руки Балдуина[10].
  - Согласно Анонимной сирийской хронике Балак добровольно сдал город, подвергавшийся нападениям со всех сторон, когда понял, что не сможет удерживать его среди христианских территорий[11].
2. ↑  «Великий эмир Востока, Сулейман, схватил Эмира Балака [Нур ад-Даула Балик], посадил его в железные оковы, забрал и поместил в тюрьму в крепость Айтситс в Тароне»[26].
3. ↑  К. Каэн полагал, что Балака держали не в крепости Айциц, а в крепости Эрджиш[27].
4. ↑  Согласно Михаилу Сирийцу это произошло в 1119 году[38], согласно Ибн аль-Асиру - в 1120 году[41]
5. ↑  В переводе Хроники Михаила Сирийца на русский язык указано, что Исхака ибн Менгджука Иль-Гази отпустил без выкупа, «потому что он был его зятем», и из-за этого временно возник конфликт между Балаком и Иль-Гази[38]. Однако Михаил Сириец писал не об Иль-Гази Артукиде, а о Гази Данишменде[45].
6. ↑  Хронисты давали различные датировки пленения Жослена: июль или август 1121 года (515 год)[49], месяц раджаб 516 года (5 сентября — 4 октября 1122 года)[50], 13 сентября[51]
7. ↑  По словам Кемаль ад-Дина, Жослен выступил, поскольку Балак захватил Хартперт[53].
8. ↑  Согласно Матвею Эдесскому, «Балак разбил лагерь с 800 кавалерией в месте, где протекала река, и которое было сильно окружено болотами»[51].
9. ↑  Михаил Сириец обстоятельства пленения описывал иначе: «У графа Жослина скончалась жена, он вторично женился на дочери Рожера, /князя/ Антиохийского, и oт правился вместе с ней в Эдессу. Балак устроил засаду на дороге, захвата его и увел в /Бет-/Булу»[56].
10. ↑  О выкупе хронисты писали по-разному: «потребовал ..., чтобы они сдали ему те крепости, что находились у них в руках, но они не сделали этого»[57], «отклонив все предложения, связанные с выкупом, заточил его в крепости»[58].
11. ↑  В источниках Гергер носит название Коркор[61],Каркар[62], Гаргар[56].
12. ↑  Согласно Ибн аль-Каланиси, это произошло 8 апреля[67].
13. ↑  Ибн аль-Каланиси писал, что армии сошлись «у Манзара»[67], по словам Камаль ад-Дина, это произошло «в местечке  Авраш вблизи моста через Санджату»[69],  Михаил Сириец писал, что бой произошёл у реки Синдж[70].
14. ↑  
Обстоятельства пленения хронисты описывали по-разному:
  - Михаил Сириец: «Разместив в Гергере гарнизон, Балдуин выступил против Балака. Пока франки устраивали свой лагерь у реки Синдж воины Балака, находившиеся в засаде, вышли и напали на лагерь франков. Они захватили короля и убили тех, кто был с ним. Король Балдуин /II/ был захвачен в том же году, что и Жослин с его кузеном Галераном»[72].
  - Вильям Тирский: « Они довольно неосторожно шли по петляющим тропам, когда внезапно Балак напал на них. Он получил донесение о марше и устроил засаду. Королевский эскорт был не готов… Таким образом, вполне вероятно, что сам Болдуин попал в руки Балака и был уведен в плен».
  - Матвей Эдесский: «в 572 году Армянской эры [А.Д. 1123] Болдуин собрал войска и хотел воевать против эмира Балака из-за двух франкских князей, Жослина и Галарана, которые были брошены в тюрьму. Король со всеми войсками франков продвинулся до города Рабан. ... Теперь случилось так, что Балак был рядом, в засаде со многими войсками. После того, как [франки] разбили палатку короля, король хотел отправиться на охоту с соколом. В этот момент неожиданно Балак атаковал его всеми своими войсками.[73]»[3].
15. ↑   Ибн аль-Каланиси писал, что это произошло «в раби аль-авваль»[67], Камаль аль-Дин - «в раби ас-сани 517 год Хиджры» (29 мая — 26 июня 1123 года)[84]), Ибн аль-Асир - «в середине мая»[85].
16. ↑  Смбат Спарапет ошибочно называл 15 человек[87].
17. ↑  
  - «Анонимная сирийская хроника» сообщала о десяти армянах, замаскировавшихся под крестьян, желавших пожаловаться на  управляющего. Пройдя через ворота, армяне схватили висевшее в комнате охраны оружие и напали на охрану.
  - Фульхерий Шартрский, видимо, получил информацию от  Жоселена. Его версия отличается от предыдущей лишь тем, что нападавшие несли своё оружие - кинжалы, спрятанные под одеждой. Кроме того, в его рассказе нападавшим   помог человек из крепости, который отвлёк коменданта. Обе версии упоминают сто человек гарнизона, убитых нападавшими.
  - Гийом Тирский: нападавшие прикинулись монахами и прятали оружие под рясами.
  - Матвей Эдесский писал, что армяне разделились на две группы и изображали две ссорящиеся группы.
  - Михаил Сириец и  Бар-Эбрей сообщали, что нападение было осуществлено  жителями Хартперта, которые пришли к воротам крепости, жалуясь на маленькие доходы.
  - Камаль аль-Дин обвинял в нападении жителей Хартперта и некоторых воинов Балака[89].
18. ↑  Ордерик Виталий сообщал, что в замке находились три жены Балака, которые 14 или 15 дней скрывались от франков[91], а по словам Фульхерия Шартрского в Хартперте в это время находилась любимая жена Балака[92].
19. ↑  Ибн аль-Каланиси ошибочно утверждал о побеге Балдуина[94].
20. ↑  Одна из жён послала Балаку сообщение с голубем о захвате Хартперта. По словам Ордерика это была дочь Рыдвана[91]. Но Камаль ад-Дин относил брак с ней к более поздней дате[96].
21. ↑  
  - Матвей Эдесский: «Он установил [военные] машины и выкопал [землю], в результате чего деревянная башня великой крепости рухнула, что привело их в ужас»[99].
  - Смбат Спарапет: «поставил таран и свалил башню крепости»[100].
  - Фульхерий Шартрский: « он немедленно приказал выкопать туннель, в шахте были опоры, которые поддерживали здания, словно подвешенными в воздухе, затем приносили дрова и подожгли их. Не успели сгореть подпорки, шахта провисла, и башня, самая близкая к точке, где начался пожар, рухнула»[101].
  - Гийом Тирский: «было приказано вырыть большие туннели внутри горы и укрепить их балками и другим материалом. Как только рабочие закончили копать, размещённые внутри туннелей горючие материалы были зажжены. Затем, когда опоры сгорели, холм обрушился, и башня, на которую опирались, упала с большим ударом»[102].
  - Михиал Сириец: «вернулся Балак и установил четыре баллисты. Стены /крепости/ были разбиты»[70].
  - Бар Эбрей: «Балак пришел и установил военные машины против крепости и захватил ее»[103].
22. ↑  
  - Матвей Эдесский, современник событий: «Балак убил всех пленников - около 65 мужчин и 80 красивых женщин - бросив их с высоты крепости»[99].
  - Смбат Спарапет: «Палак уничтожил всех арестованных в количестве 65 человек, 80 красивых женщин сбросил вниз с крепости»[100].
  - Михаил Сириец: «После жестоких мучений он убил из них семьдесят мужей»[70].
  - Бар Эбрей: «И он убил семьдесят франков и армян»[103].
  - Фульхерий Шартрский, современник событий: «Что касается армян, которые помогали королю, то некоторых из них повесили, с других сняли кожу, а остальных разрубили на куски мечом»[107].
  - Гийом Тирский: «армяне ... были подвергнуты различным пыткам. С некоторых была живьём снята кожа, некоторых распилили на части, некоторых закопали в землю заживо. Других Балак передал своим людям, чтобы из них сделали мишени в стрельбе из лука»[102]
  - Камаль аль-Дин: «убил тех, кто был там из его сподвижников и оказался неблагодарным, и тех, кто находился там из франков. И не пощадил никого, кроме правителя Балдуина, Галерана и сына сестры Балдуина»[108].
23. ↑  По словам Кемаль ад-Дина помощи просил Иса[115], Михаил Сириец утверждал, что к Жослену обратились жители[70].

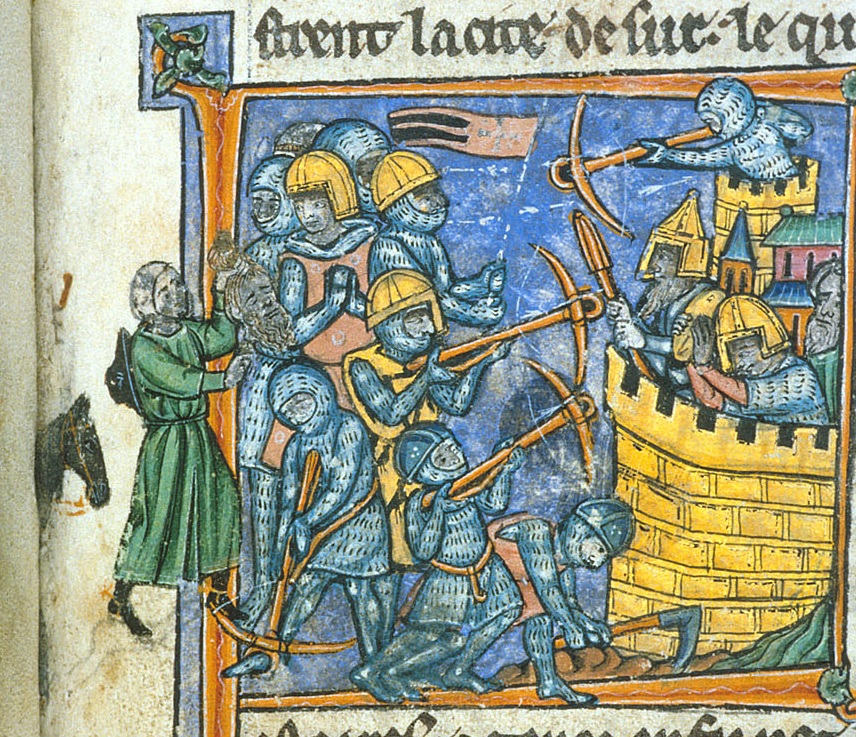
Иллюстрация к рассказу Гийома Тирского о смерти Балака. Голову Балака показывают осаждённым в Тире мусульманам, призывавшим его на помощь.

24. ↑  
  - Матвей Эдесский (?— 1144): «В радости, что его успех вдохновил его, он снял с себя железную кольчугу. Затем он осадил цитадель и, сражаясь, был убит стрелой, выпущенной неизвестной рукой»[120].
  - Михаил Сириец (1126—1199): «Балак рано поднялся и отправился к стенам, чтобы выбрать место для баллист. И около них он был поражен и убит стрелой, пущенной со стены»[70].
  - Ибн аль-Асир (1160—1233): «Затем Балак вернулся в Манбедж и напал на него с новой силой. Внезапно стрела, выпущенная неизвестной рукой, достигла его и убила его»[121].
  - Сибт Ибн аль-Джаузи (1186—1256): «стрела, выпущенная из крепостных валов, убила его»[122].
  - Камаль ад-Дин (1192—1262): «двинулся в направлении крепости, чтобы выбрать место для установки осадной машины; он был в шлеме и со щитом в руке… И меж тем как он отдавал приказания, в него попала стрела из крепости. И говорили, что она (была пущена) рукою Исы»[123]
  - Смбат Спарапет (1208—1276): «он снял с себя оружие и стал пировать. Внезапно в него попала стрела и убила его»[124].
  - «Анонимная Сирийская хроника» (написана в 1234 году): «Сражаясь против Мабиджа, он был поражен стрелой со стены и умер»[125].
  - Абуль-Фида (1273—1331): «Затем он осадил цитадель и, сражаясь, был убит стрелой, выпущенной неизвестной рукой»[126]
  - Бар Эбрей: « и он отправился и разбил лагерь в МАББАХ. И пока он боролся с ним, он был застрелен стрелой со стены и умер»[103].
25. ↑  
  - Фульхерий Шартрский (1058—1127): «Балак через сон обнаружил какое-то несчастье, угрожавшее ему. Он обратился к священникам, которым он немедленно открыл этот сон. Они сказали ему, „что это несчастье“, безусловно, произойдет, если он окажется „в руках этого Жослена“. Он немедленно отправился в замок, чтобы заколоть Жослена»[127]. «Наконец Балак, смертельно раненный в схватке, уходит так далеко, как может, чтобы умереть за пределами поля»[127]. «Однако Жослен, желая с уверенностью знать, мертв ли Балак или сумел сбежать живым, заставил тщательно искать его среди убитых, пообещав сорок серебряных монет в награду за голову Балака. Эту голову Жослен приказал отвезти немедленно в Антиохию в качестве доказательства победы, которую он только что одержал; тот же посланник затем принес в этот трофей в Тир и Иерусалим, он рассказал нам все подробности этого дела и ещё более убедительно подтвердил их, поскольку сам он был в числе комбатантов»[128].
  - Ордерик Виталий (1075 — ок. 1142): «Его сестра, опытная прорицательница, прочла по звездам, что Жоффруа и Балак убьют друг друга в этот день, и, плача, предупредила своего брата, чтобы тот поберегся. Но благочестивый граф пренебрег дарами тирана, словно то был навоз, и признался в своем желании с радостью принести себя в жертву во имя Господне. Отомстив за кровь многих святых, он убил Балака, и сам погиб»[129].
  - Гийом Тирский (1130—1186): «Балак был обеспокоен ужасным видением. Во сне он видел, как граф Жослин ослепляет его своими руками»[130]. «Жослин случайно встретился с самим Балаком. Совершенно не зная, что это был командующий армией, он убил его мечом, бросил его на землю и отрубил его голову»[131].